# Parlamento de Hamburgo
 O Parlamento de Hamburgo (em alemão:  Hamburgische Bürgerschaft; literalmente "Cidadania Hamburgo") é a legislatura unicameral do estado alemão de Hamburgo, de acordo com a constituição de Hamburgo. Em 2011, havia 121 membros no parlamento, representando uma quantidade relativamente igual de círculos eleitorais. O parlamento está situado na prefeitura de Hamburgo Rathaus e faz parte do Governo de Hamburgo.
O parlamento é, entre outras coisas, responsável pela lei, a eleição do Erster Bürgermeister (primeiro prefeito) para o período eleitoral e o controle do Senado (gabinete).
O Presidente do Parlamento de Hamburgo é a pessoa oficial mais alta da Cidade Livre e Hanseática de Hamburgo.
Os 121 membros são eleitos em eleições universais, diretas, livres, iguais e secretas a cada cinco anos.

## História

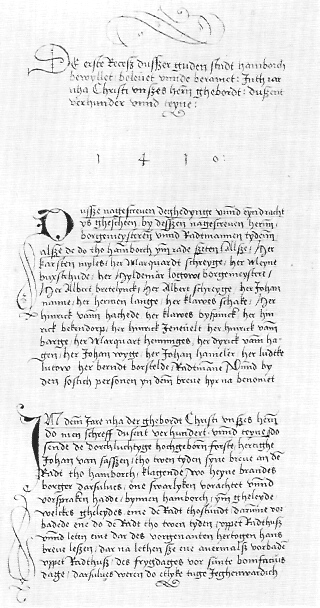
O primeiro documento conhecido da Erbgesessene Bürgerschaft, Erster Rezess, de 1410.

### Origens
Bürgerschaft (literalmente cidadão) é um termo usado desde a Idade Média para se referir aos habitantes masculinos de Hamburgo com cidadania. Um comitê da classe de proprietários de terras da cidade, chamado Erbgesessene Bürgerschaft (literalmente sobre cidadãos assentados em lotes herdáveis), foi formado fora desse grupo no século XV para consultar os conselheiros da cidade (Ratsherren; mais tarde chamado no exemplo romano de Senado de Hamburgo e senadores), e ser consultado por eles.
O conselho da cidade, nos primeiros tempos supostamente eleito por cidadãos do sexo masculino, havia se transformado em um corpo autocrático que restabelecia suas vagas por cooptação . O sistema de cooptação de assentos era propenso à corrupção e enfrentou várias lutas importantes nas décadas seguintes. O primeiro documento relevante que organiza o poder e as tarefas da cidadania e do conselho da cidade (governo), tradicionalmente dominado pelos comerciantes locais, data de 1410 e é nomeado Erster Rezess (aproximadamente: O primeiro Acordo, literalmente o acordo alcançado antes da partida [Lat. Recedere] dos parceiros de negociação).
O Erster Rezess surgiu depois que o conselho da cidade (Senado, nenhum parlamento, exceto o governo) citou e prendeu Heyne Brandes  um habitante de Hamburgo. Brandes tinha reclamações contra João IV, Duque de Saxe-Lauemburgo, de um crédito que Brandes havia concedido anteriormente. Brandes levou o duque em falta, durante sua visita a Hamburgo, em 1410, para fazer uma tarefa e o aborreceu de uma maneira que o duque considerou insultante. O duque reclamou com o senado, que então interrogou Brandes. Ele admitiu a reclamação e, portanto, o senado o prendeu. Isso causou um alvoroço cívico pelos hambúrgueres.
"Em Hamburgo, como em outras cidades, as paróquias... eram não apenas distritos da igreja, mas também distritos políticos municipais desde a Idade Média. Eles formaram quatro corpos incorporados (Petri, Nikolai, Katharinen, Jacobi) nos quais os burgueses "alodiais" (proprietários) e os chefes das guildas — portanto, apenas uma fração da população masculina — tiveram direito a voto". Os cidadãos enfraquecidos, agrupados ao longo de suas paróquias, depois eleitos de cada uma das quatro paróquias 12 representantes (diáconos), o Conselho dos Quarenta e Oito (die Achtundvierziger), que no dia de São Lourenço (10 de agosto) estipulou com o senado o Recesso de 1410 (mais tarde chamado Erster Rezess).
O Erster Rezess é agora considerado o mais antigo ato constitucional de Hamburgo, estabelecendo os primeiros princípios que equilibram o poder do governo da cidade-estado e de seus cidadãos. O Erster Rezess estabeleceu o princípio de que em Hamburgo ninguém pode ser preso por vontade do governo, mas somente após uma audiência judicial prévia e condenação (exceto em flagrante delicto). Além disso, o Erster Rezess estipulou que o conselho (senado) deve se sincronizar com os cidadãos em todos os assuntos graves, como guerra, contratos com potências estrangeiras ou decisões quanto à cobrança de novos impostos ou aumento de impostos, convocando os cidadãos em assembleia plenária. As assembleias plenárias se reuniram em frente à prefeitura. Com uma população total de aproximadamente 10.000 pessoas e apenas uma minoria entre os homens adultos que gozam de cidadania, as assembleias plenárias dos cidadãos (os Bürgerschaft) formaram um corpo em funcionamento, embora com autoridade restrita.
Os Quarenta e Oito persistiram, servindo como comitê de formação de opinião dentro da cidadania, e evoluíram para a primeira representação permanente dos cidadãos de Hamburgo. Outros acordos (Rezesse) entre o Senado e Bürgerschaft constituíram a cooperação mais formalizada entre eles. "A Reforma trouxe consigo uma redução significativa do poder governamental do Senado". Em Hamburgo, a Reforma começou em 1524 e foi adotada pelo Senado em 1529, influenciada pelo Langer Rezess (algo próximo de: Longo Acordo, negociado por mais de um ano). O Langer Rezess tornou o conselho do governo (senado) responsável perante vários comitês civis, formando juntos o Erbgesessene Bürgerschaft.
"Na mesma época, três diáconos de cada paróquia (doze no total), atuando como "presbíteros principais", assumiram a tarefa de centralizar, administrar e distribuir uniformemente a ajuda aos pobres". Os chefes-anciãos também tinham o direito de decidir com o senado em todas as questões relativas ao bem-estar e à concórdia da cidade, e assim formaram além do Bürgerschaft e do senado um terceiro órgão constitutivo. No entanto, esta era excluído do governo novamente pela nova constituição de 1859. Os Quarenta e Oito, agora chamados Kollegium der Diakone (painel colegial dos diáconos) continuaram a existir e a assembleia plenária dos cidadãos foi substituída pela Assembleia dos 144 (Hundertvierundvierziger, ou formalmente: Kollegium der Diakone und Subdiakone), composta por 36 representantes (12 diáconos e 24 subdiáconos) de cada paróquia.
Mais tarde, os paroquianos da Igreja de São Miguel, na Cidade Nova, estabelecidos como paróquia independente de São Nicolau em 1647, receberam os mesmos direitos que os burgueses em uma das quatro paróquias da Cidade Velha, e o mesmo número de representantes. "A partir de 1685, havia quinze anciãos principais: sessenta diáconos em vez de quarenta e oito e 180 membros da assembleia, ao invés de 144. Essas estruturas existiram no século XIX, com cada faculdade recrutando novos membros para o próximo maior". Essa assembleia de 180 (a partir de 1685) foi cada vez mais identificada como Erbgesessene Bürgerschaft, embora o conselho dos sessenta (estendido dos Quarenta e Oito) fosse um painel anteriormente incluído como parte dela.
Como as paróquias luteranas e os órgãos colegiados formados por seus paroquianos formaram os órgãos constitucionais de Hamburgo, não havia maneira fácil de abrir políticas para não-luteranos. Bürgerschaft, presbíteros e senado não conseguiram resolver todos os aspectos do delicado equilíbrio de poder. Assim, uma comissão, enviada pelo imperador do Sacro Império Romano, teve que garantir a paz pela força em 1708 e a cidade voltou a negociar e reformar suas próprias estruturas administrativas nos anos seguintes.
Os Vormärz levaram ainda mais críticas às estruturas estabelecidas e Hamburgo participou das eleições do Parlamento de Frankfurt em 1848. Isso resultou em ainda mais debates e o Erbgesessene Bürgerschaft aprovou uma nova lei eleitoral para atender às críticas em setembro de 1848, mas a restauração, apoiada e reforçada pelas tropas prussianas durante a Primeira Guerra Schleswig, virou a mesa.

### Eleições de 1859
Uma nova tentativa de reforma da constituição foi lançada depois de longas discussões em 1859 e a Erbgesessene Bürgerschaft se reuniu pela última vez em novembro deste ano para estabelecer uma nova ordem e para se desfazer em favor da Bürgerschaft. Desde 1859, a Bürgerschaft se refere a esse órgão parlamentar eleito.

### Parlamento de Hamburgo na República Federal
As eleições de 1949 levaram ao segundo parlamento eleito de Hamburgo após a Segunda Guerra Mundial e o Partido Social Democrata da Alemanha manteve seu papel dominante tradicional, já restabelecido nas eleições controladas pelos britânicos de 1946. O partido continuou a governar a cidade, exceto de 1953 a 1957, até o primeiro Senado-von Beust, formado em 2001.
Desde 23 de março de 2011, o Parlamento de Hamburgo está em seu vigésimo período legislativo na República Federal da Alemanha. Um governo do SPD conseguiu uma coalizão de CDU e os Verdes.

## Organização

### Presidente e Conselho
O presidente do parlamento preside o parlamento e suas sessões. O presidente é apoiado por um 'primeiro vice-presidente' e três vice-presidentes, todos eleitos pelos representantes. Presidente, vice-presidentes e três balconistas são o conselho (alemão: Präsidium).
Desde 2011, o presidente do Parlamento de Hamburgo é Carola Veit.
| Prazo       | Nome                     |
| ----------- | ------------------------ |
| 1859 – 1861 | Dr. Johannes Versmann    |
| 1861 – 1863 | Dr. Isaac Wolffson       |
| 1863 – 1865 | Dr. Hermann Baumeister   |
| 1865 – 1868 | Dr. Georg Kunhardt       |
| 1868 – 1868 | Dr. Hermann Baumeister   |
| 1869 – 1869 | Johann A. T. Hoffmann    |
| 1869 – 1877 | Dr. Hermann Baumeister   |
| 1877 – 1885 | Dr. Gerhard Hachmann     |
| 1885 – 1892 | Dr. Otto Mönckeberg      |
| 1892 – 1902 | Siegmund Hinrichsen      |
| 1902 – 1913 | Julius Engel             |
| 1913 – 1919 | Dr. Alexander Schön      |
| 1919 – 1920 | Berthold Grosse          |
| 1920 – 1928 | Rudolf Ross              |
| 1928 – 1931 | Max Hugo Leuteritz       |
| 1931 – 1933 | Dr. Herbert Ruscheweyh   |
| 1946        | Dr. Herbert Ruscheweyh   |
| 1946 – 1960 | Adolph Schönfelder       |
| 1960 – 1978 | Herbert Dau              |
| 1978 – 1982 | Peter Schulz             |
| 1982 – 1983 | Dr. Martin Willich       |
| 1983 – 1986 | Peter Schulz             |
| 1986 – 1987 | Dr. Martin Willich       |
| 1987 – 1987 | Elisabeth Kiausch        |
| 1987 – 1991 | Helga Elstner            |
| 1991 – 1993 | Elisabeth Kiausch        |
| 1993 – 2000 | Ute Pape                 |
| 2000 – 2004 | Dr. Dorothee Stapelfeldt |
| 2004 – 2010 | Berndt Röder             |
| 2010 – 2011 | Lutz Mohaupt             |
| 2011        | Dr. Dorothee Stapelfeldt |
| 2011–       | Carola Veit              |

### Conselho dos Anciãos
O Conselho de Anciãos (alemão: Ältestenrat) é composto pelo presidente, pelos vice-presidentes e por vários membros, nomeados pelos grupos parlamentares. O conselho apoia o presidente e a diretoria em relação às decisões da agenda, assuntos de pessoal e assuntos financeiros.

### Grupos parlamentares
Grupos parlamentares (alemão: Fraktionen) são reunidos por no mínimo 6 membros do parlamento. A maioria desses grupos é de uma parte.

### Comitês
O trabalho diário do parlamento é feito em comissões.

## Qualificações dos candidatos
A qualificação é regulada por lei. A partir de 2008, elegível para o parlamento é todo alemão após seu 18º aniversário. Ele é restrito, se não puder votar por um veredicto, for paciente de uma ala psiquiátrica sob a lei ou possuir um representante sob a lei.